# 에두아르도 파올로치
에두아르도 파올로치(Eduardo Luigi Paolozzi, 1924년 5월 7일 ~ 2005년 4월 22일)는 스코틀랜드의 조각가, 예술가이다. 팝 아트의 선구자들 가운데 한 명으로 간주된다.
영국의 조각가로 에든버러에서 출생하였다. 양친은 이탈리아인이다. 에든버러 미술학교, 런던 슬레이드 미술학교를 나온 후 1949년 센트럴 미술·디자인학교 옷감 디자인 교사로 재직하였다. 1947년 런던에서 개인전을 처음 갖기 시작하여 구미에서 자주 개인전을 가졌다. 그리고 1952년 베네치아 비엔날레전(展) 이후 수많은 국제전에 출품하였으며, 세인트마틴 미술학교 조각교사, 왕립미술대학 도예강사로 있으면서 미술교육에도 힘을 쏟았다.
그의 작품은 기계와 로봇에 관심을 쏟아 SF적 이미지를 입체화한 것이 특색이다. 1981년 이후 뮌헨 조형미대 교수로 재직하였다. 주요 작품으로는 <원과 사각을 지닌 도시> 등이 있다.

## 같이 보기
- 영국의 미술
- 스튜어트 섯클리프